# Botaurus lentiginosus
Botaurus lentiginosus là một loài chim trong họ Diệc.

## Hình ảnh

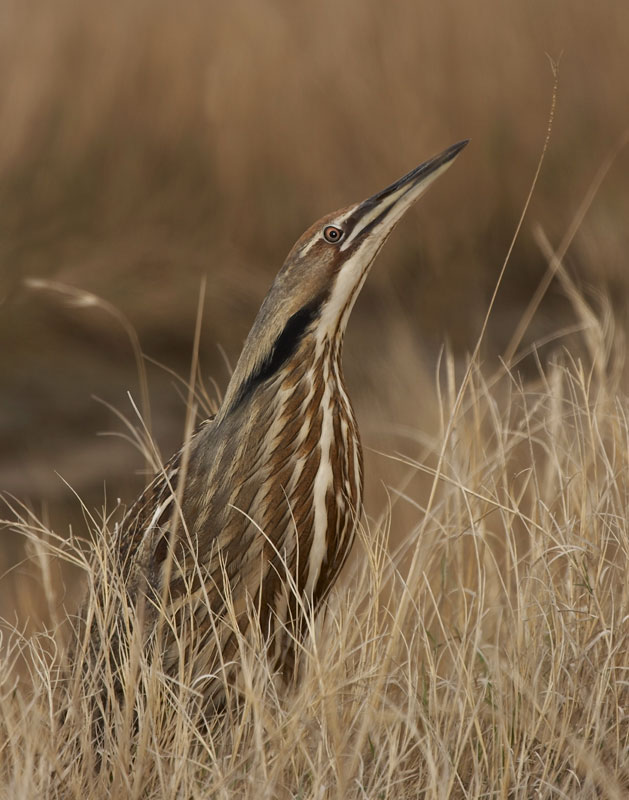
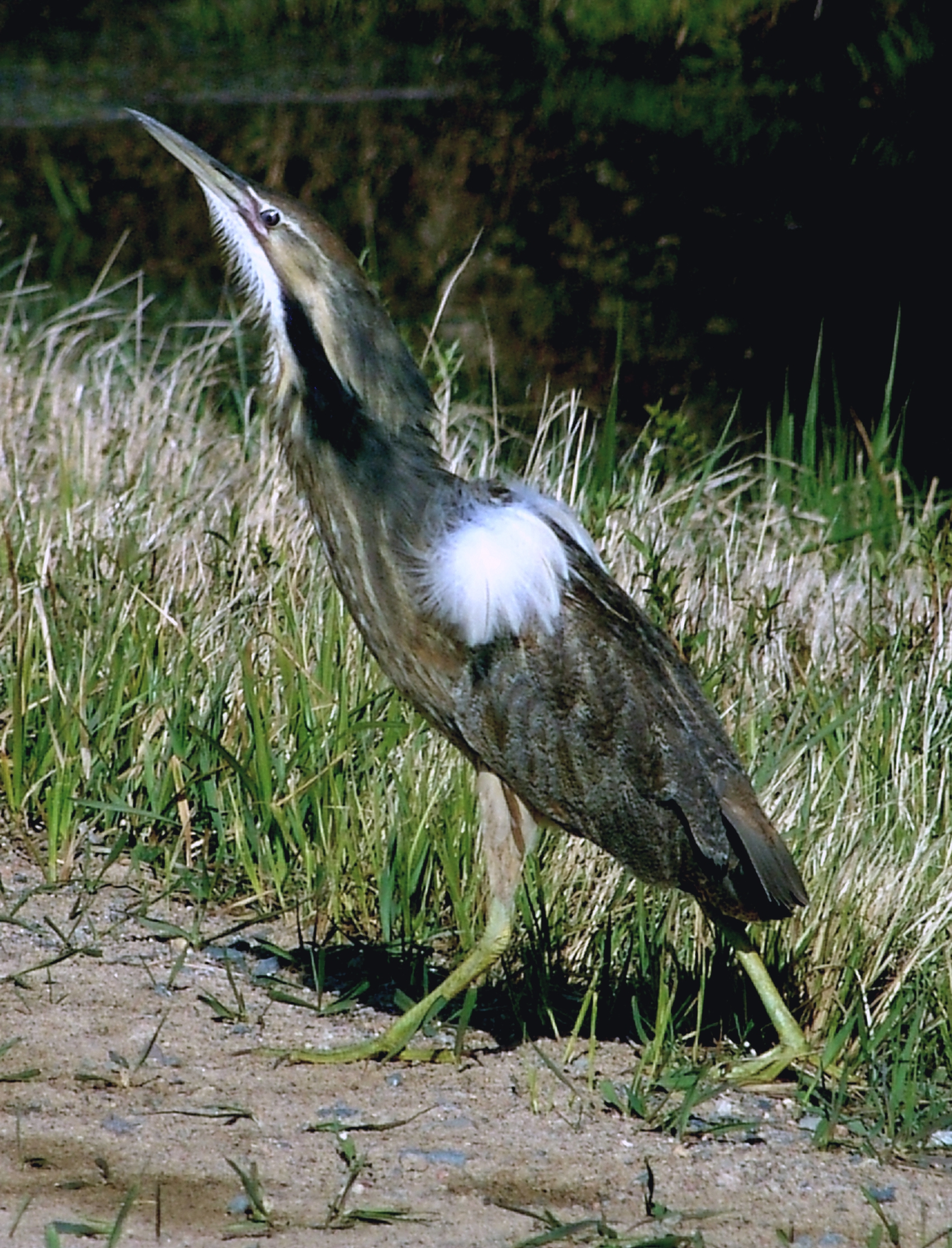